# 호로이즈미군

호로이즈미 군의 위치

호로이즈미군(일본어: 幌泉郡)은 일본 홋카이도 히다카 지청의 군이다.
인구 4,021명, 면적 284km², 인구밀도 14.2명/km².(2025년 2월 28일, 주민기본대장인구)
이하 1정으로 구성된다.
- 에리모정(えりも町)

## 역사
에도 시대에 호로이즈미 군역에는 마쓰마에번에 의해서 호로이즈미 장소가 설치되어 있었다. 에도시대 후기 호로이즈미 군역은 동 에조치에 속하고 있었다. 국방을 위해 호로이즈미 군역은 천령이 되었다. 1869년 호로이즈미 군이 두어져 홋카이도 히다카국에 속했다.